# Sydney Showground Stadium
O Sydney Showground Stadium é um estádio localizado em Sydney, Nova Gales do Sul, Austrália, possui capacidade total para 24.000 pessoas, é a casa do time de futebol australiano Greater Western Sydney Giants e do time de críquete Sydney Thunder, foi inaugurado em 1998, recebeu o beisebol nos Jogos Olímpicos de Verão de 2000, e passou por reformas em 2012.